# Су Пецу Ману II (Каљари)
Су Пецу Ману II је насеље у Италији у округу Каљари, региону Сардинија.
Према процени из 2011. у насељу је живело 30 становника. Насеље се налази на надморској висини од 40 м.